# 新小山市民病院

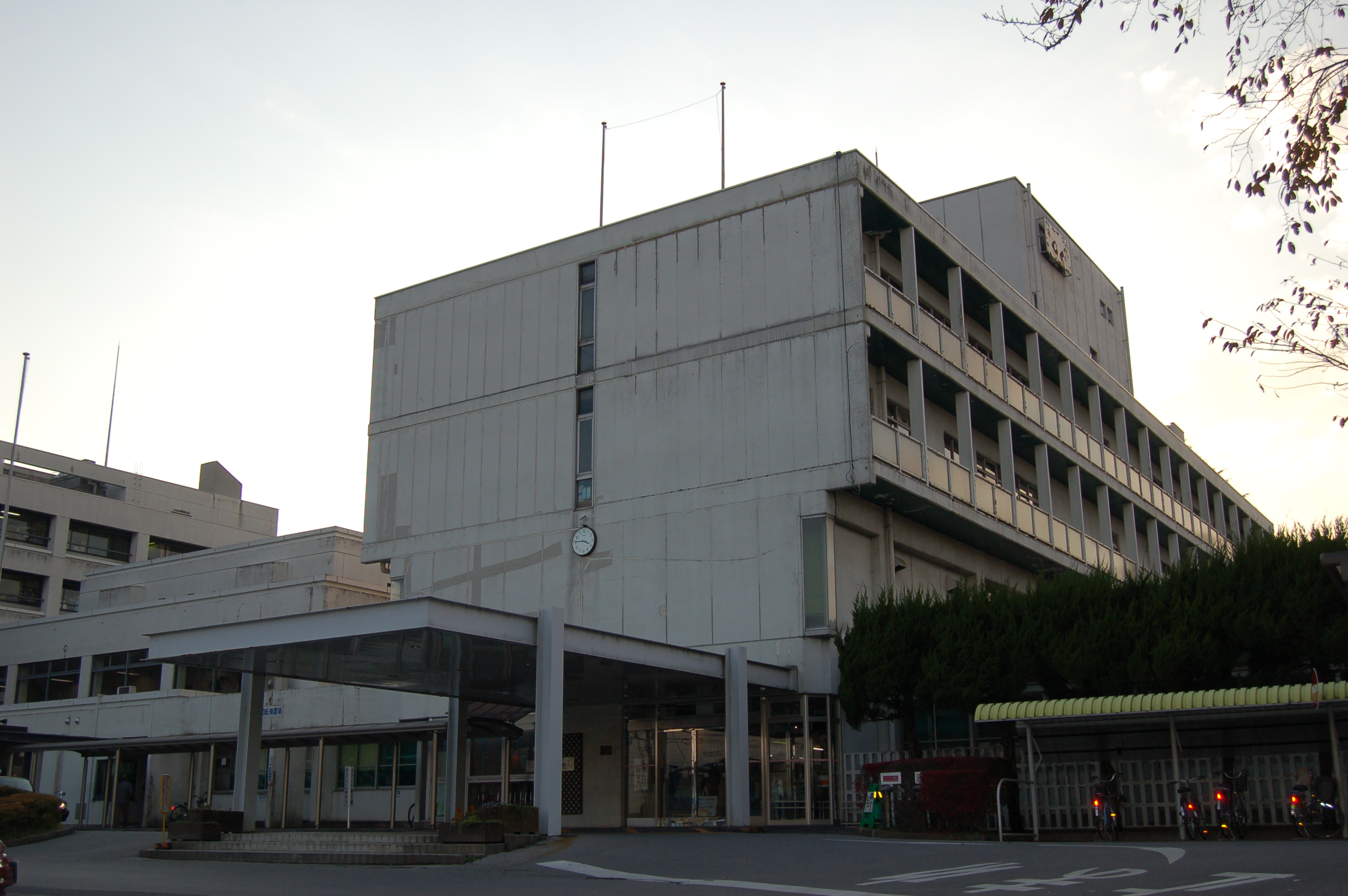
移転前の病院

地方独立行政法人新小山市民病院（ちほうどくりつぎょうせいほうじんしんおやましみんびょういん）は、栃木県小山市大字神鳥谷にある地方独立行政法人の病院である。2次救急告示医療機関である。

## 沿革
昭和21年、小山町国民健康保険直営診療所として開設され（のち小山町国民健康保険病院と改称）、昭和43年に小山市立となる。昭和55年に下都賀郡市医師会病院と合併した際に小山市民病院となり、平成25年には地方独立行政法人に経営形態を変更し、新小山市民病院と改称した。2016年（平成28年）1月4日に小山市若木町から小山市大字神鳥谷（ひととのや）に移転した。

## 年表
- 1946年（昭和21年）：小山町国民健康保険直営診療所として開設（24床）
- 1950年（昭和25年）：小山町国民健康保険病院に改称（一般24床、結核14床）
- 1968年（昭和43年）：小山市立病院に改称（一般51床、結核24床、伝染24床）
- 1980年（昭和55年）：下都賀郡市医師会病院と合併、小山市民病院と改称
  - 本院（一般98床、結核12床、伝染24床）
  - 分院（一般222床）
- 1983年（昭和58年）：分院休止（一般212床、結核8床）
- 1985年（昭和60年）：総合病院となる（一般244床、結核8床）
- 1988年（昭和63年）：分院廃止
- 1990年（平成2年）：南4階病棟休床（平成4年11月再開）
- 1995年（平成7年）：城南高校病院実習棟の建築
- 1996年（平成8年）：結核病床の一般病床への転床（一般330床、伝染10床、人間ドック12床）
- 1997年（平成9年）：院外処方箋発行開始
- 1999年（平成11年）：伝染病棟を感染症病棟へ転床（一般330床、感染症8床、人間ドック12床）
- 2004年（平成16年）：感染症棟廃止、健康健診センターを設置 （一般330床、人間ドック12床）
- 2013年（平成25年）：小山市民病院は地方独立行政法人に経営形態を変更し、新小山市民病院と改称。
- 2016年（平成28年）1月4日：小山市大字神鳥谷に移転、新病院開院[2]。
- 2022年（令和4年）4月1日：栃木県より地域災害拠点病院に指定[4]。

## 保険指定施設
- 保険医療機関（健康保険法・国民健康保険法）
- 救急告示病院
- 労災保険指定医療機関
- 更生医療指定機関
- 育成医療指定医療機関
- 身体障害者福祉法指定医の配置されている医療機関
- 生活保護法指定医療機関
- 母体保護法指定医の配置されている医療機関
- 臨床研修指定病院
- 栃木県がん治療中核病院
- 地域医療支援病院

## 診療科
| - 内科・総合診療科 - 消化器内科・内視鏡科 - 呼吸器内科 - 循環器内科 - 心臓血管外科 - 内分泌代謝科 - 腎臓内科・人工透析科 - 神経内科 | - 脳神経外科 - 外科・化学療法科 - 婦人科 - 整形外科 - 眼科 - 小児科 - 皮膚科 - 泌尿器科 | - 耳鼻咽喉科 - 麻酔科 - 救急科 - 臨床検査科 - リハビリテーション科 - 放射線科 - アレルギー・リウマチ科 - 脳卒中センター |

## アクセス
- 路線バス
  - 小山市コミュニティバス「おーバス」
    - 小山駅西口から約20分
    - 間々田駅東口から約20分

  - 関東自動車
    - 小山駅東口から約20分
- タクシー
  - 小山駅西口から15分
  - 間々田駅から15分
- 自家用車
  - 佐野藤岡ICより約22.5km・40分
  - 新国道4号小田林（西）交差点より約6.1km・15分
  - 新国道4号東野田交差点より約3.5km・10分